# ヨルダニス・アレンシビア
ヨルダニス・アレンシビア（Yordanis Arencibia Verdecia 1980年1月24日- ）はキューバのラス・トゥーナス州出身の柔道家。身長167cm。

## 人物
オリンピックでは2004年のアテネオリンピック、2008年の北京オリンピックと2大会連続で銅メダルを獲得した。
世界柔道選手権大会でも1999年、2001年、2003年で銅メダル、2007年で銀メダルを獲得している。

## 主な戦績
60kg級での戦績
- 1998年 - ドイツ国際　3位
- 1998年 - 世界ジュニア　優勝
- 1998年 - パンナム選手権　2位

66kg級での戦績
- 1999年 - パンアメリカン競技大会　3位
- 1999年 - 世界選手権　3位
- 2000年 - フランス国際　優勝
- 2000年 - ドイツ国際　3位
- 2001年 - 世界選手権　3位
- 2001年 - パンナム選手権　2位
- 2002年 - ドイツ国際　3位
- 2002年 - チェコ国際　優勝
- 2002年 - パンナム選手権　優勝
- 2003年 - ドイツ国際　3位
- 2003年 - パンアメリカン競技大会　優勝
- 2003年 - ユニバーシアード　2位
- 2003年 - 世界選手権　3位
- 2003年 - パンナム選手権　2位
- 2004年 - アテネオリンピック　3位
- 2006年 - ドイツ国際　3位
- 2006年 - パンナム選手権　優勝
- 2007年 - フランス国際　3位
- 2007年 - ドイツ国際　　2位
- 2007年 - パンナム選手権　優勝
- 2007年 - パンアメリカン競技大会　3位
- 2007年 - 世界選手権　2位
- 2008年 - パンナム選手権　優勝
- 2008年 - 北京オリンピック　3位
- 2009年 - グランドスラム・パリ　2位(73kg級)
- 2009年 - パンナム選手権　2位(73kg級)